# Tom Doyle
Tom Doyle (Auckland, 30 de junio de 1992) es un futbolista neozelandés de Ascendencia Alemana, que juega como defensor en el Chemnitzer FC.

## Carrera
Debutó en 2010 jugando para el Auckland City luego de haber realizado las inferiores en dicho club. Ganó la Liga de Campeones de la OFC 2010/11 y la Charity Cup 2011 hasta que en 2012 rescindió su contrato y pasó al Miramar Rangers. Solo seis meses pasaron para que otro equipo de la ASB Premiership se interesara en él. Firmó con el Team Wellington, con el que llegó a la final del torneo neozelandés, aunque el Team Welly no pudo coronarse campeón. 
Sus buenas actuaciones ya le habían valido el interés del Wellington Phoenix, único club profesional de Nueva Zelanda. Aun así, no fue sino hasta en 2014, luego de haber participado con el elenco en dos amistosos ante el West Ham y el Newcastle United, equipos de la Premier League inglesa; que Doyle fue contratado.

### Clubes
| Club               | País          | Año             |
| ------------------ | ------------- | --------------- |
| Auckland City      | Nueva Zelanda | 2010 - 2011     |
| Miramar Rangers    | Nueva Zelanda | 2012            |
| Team Wellington    | Nueva Zelanda | 2012 - 2014     |
| Wellington Phoenix | Nueva Zelanda | 2014 - 2019     |
| Chemnitzer FC      | Alemania      | 2019 - Presente |

### Selección nacional
Disputó su primer encuentro con los All Whites el 8 de septiembre de 2014 ante Uzbekistán. Dos años después fue parte del plantel que obtuvo el campeonato en la Copa de las Naciones de la OFC 2016 y al siguiente jugó también la Copa FIFA Confederaciones 2017, en donde únicamente disputó el encuentro ante Portugal.

#### Partidos y goles internacionales
| Partidos y goles internacionales | Partidos y goles internacionales | Partidos y goles internacionales | Partidos y goles internacionales | Partidos y goles internacionales | Partidos y goles internacionales           | Partidos y goles internacionales |
| #                                | Fecha                            | Estadio                          | Rival                            | Resultado                        | Competición                                | Gol(es)                          |
| -------------------------------- | -------------------------------- | -------------------------------- | -------------------------------- | -------------------------------- | ------------------------------------------ | -------------------------------- |
| 2014                             |                                  |                                  |                                  |                                  |                                            |                                  |
| 1                                | 8 de septiembre                  | Estadio Pakhtakor, Taskent       | Uzbekistán                       | 1 – 3                            | Amistoso                                   |                                  |
| 2015                             |                                  |                                  |                                  |                                  |                                            |                                  |
| 2                                | 7 de septiembre                  | Estadio Thuwunna, Rangún         | Birmania                         | 1 – 1                            | Amistoso                                   |                                  |
| 2016                             |                                  |                                  |                                  |                                  |                                            |                                  |
| 3                                | 28 de mayo                       | Sir John Guise, Puerto Moresby   | Fiyi                             | 3 – 1                            | Copa de las Naciones de la OFC 2016        |                                  |
| 2017                             |                                  |                                  |                                  |                                  |                                            |                                  |
| 4                                | 28 de marzo                      | Westpac Stadium, Wellington      | Fiyi                             | 2 – 0                            | Clasificación para la Copa Mundial de 2018 |                                  |
| 5                                | 2 de junio                       | Windsor Park, Belfast            | Irlanda del Norte                | 0 – 1                            | Amistoso                                   |                                  |
| 6                                | 25 de junio                      | Zenit Arena, San Petersburgo     | Portugal                         | 0 – 4                            | Copa FIFA Confederaciones 2017             |                                  |
| 7                                | 5 de septiembre                  | Estadio Lawson Tama, Honiara     | Islas Salomón                    | 2 – 2                            | Clasificación para la Copa Mundial de 2018 |                                  |
| 8                                | 6 de octubre                     | Estadio Toyota, Nagoya           | Japón                            | 1 – 2                            | Amistoso                                   |                                  |
| 2018                             |                                  |                                  |                                  |                                  |                                            |                                  |
| 9                                | 24 de marzo                      | Pinatar Arena, Murcia            | Canadá                           | 0 – 1                            | Amistoso                                   |                                  |
| 10                               | 2 de junio                       | Mumbai Football Arena, Bombay    | Kenia                            | 1 – 2                            | Copa Intercontinental 2018                 |                                  |
| 11                               | 5 de junio                       | Mumbai Football Arena, Bombay    | China Taipéi                     | 1 – 0                            | Copa Intercontinental 2018                 |                                  |

## Palmarés
| Título               | Club               | País          | Año     |
| -------------------- | ------------------ | ------------- | ------- |
| Liga de Campeones    | Auckland City      | Nueva Zelanda | 2010/11 |
| Charity Cup          | Auckland City      | Nueva Zelanda | 2011    |
| Copa de las Naciones | Selección nacional | Nueva Zelanda | 2016    |